# Damas-aux-Bois
Damas-aux-Bois är en kommun i departementet Vosges i regionen Grand Est (tidigare regionen Lorraine) i nordöstra Frankrike. Kommunen ligger i kantonen Châtel-sur-Moselle som tillhör arrondissementet Épinal. År 2022 hade Damas-aux-Bois 273 invånare.

## Befolkningsutveckling
Antalet invånare i kommunen Damas-aux-Bois
| Referens: INSEE |